# الحسن الحصائري
الحسن الحصائري فقية شافعي وأحد رواة الحديث النبوي ، اسمه أبو علي الحسن بن حبيب بن عبد الملك الدمشقي الحصائري الشافعي ، ولد في دمشق عام 242 هـ ، ارتحل إلى مصر فأخذ عن الربيع المرادي كتاب الأم ، وعن بكار بن قتيبة ، ومحمد بن عبد الله بن عبد الحكم ، والعباس بن الوليد البيروتي ، وصالح بن أحمد بن حنبل ، وأبي أمية الطرسوسي ، ومحمد بن إسماعيل الصائغ.
حدث عنه : عمر بن شاهين ، وأبو بكر بن عياش المقرئ ، وعبد المنعم بن غلبون ، وأبو الحسين بن جميع ، وتمام الرازي ، وأبو بكر بن أبي الحديد ، وعبد الرحمن بن عمر بن نصر ، وعبد الرحمن بن أبي نصر التميمي ، وقد كان إمام مسجد باب الجابية في مصر ، توفي عام 338 هـ.